# Aloe swynnertonii
Aloe swynnertonii är en grästrädsväxtart som beskrevs av Alfred Barton Rendle. Aloe swynnertonii ingår i släktet Aloe och familjen grästrädsväxter. Inga underarter finns listade i Catalogue of Life.

## Bildgalleri

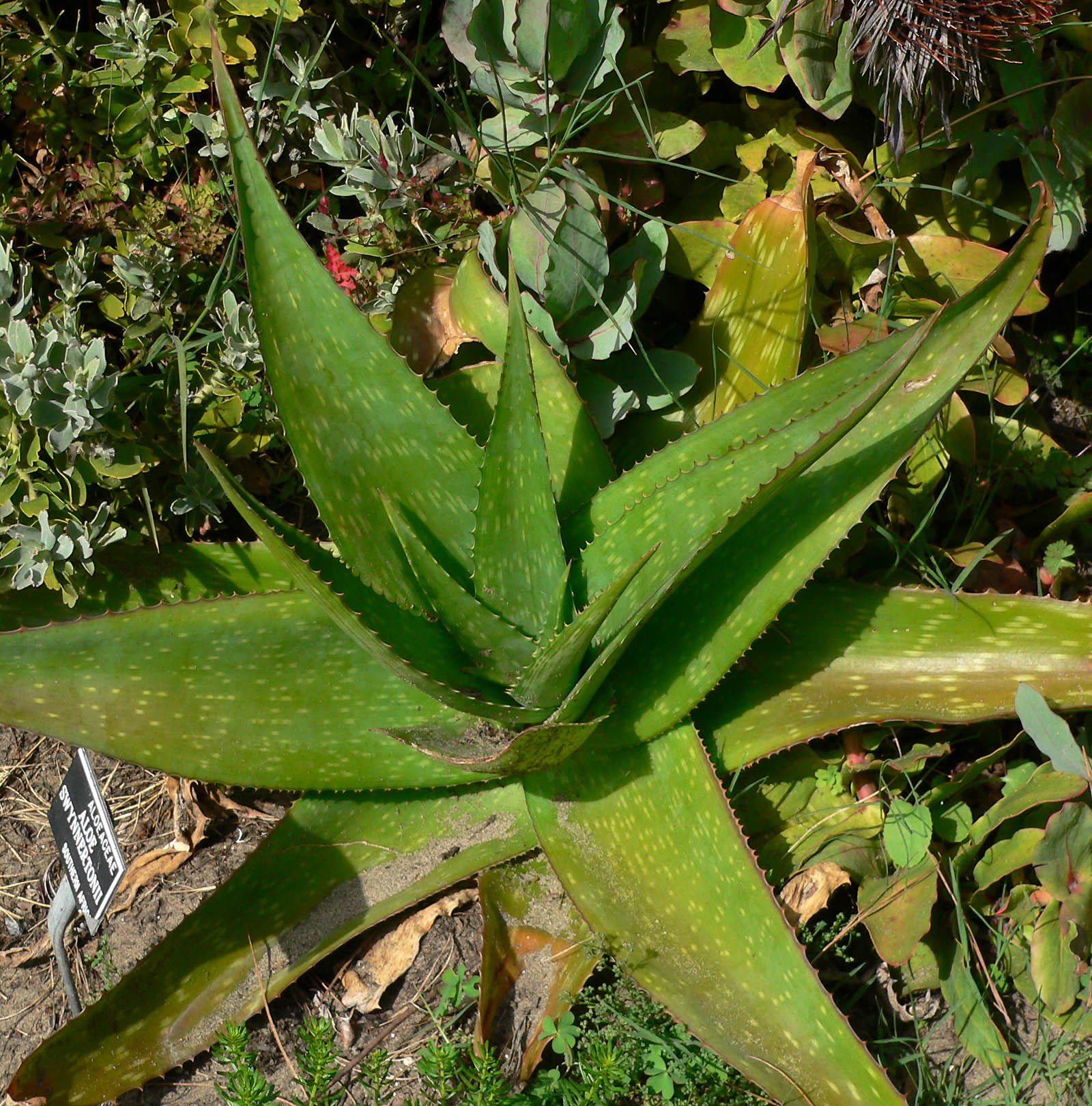
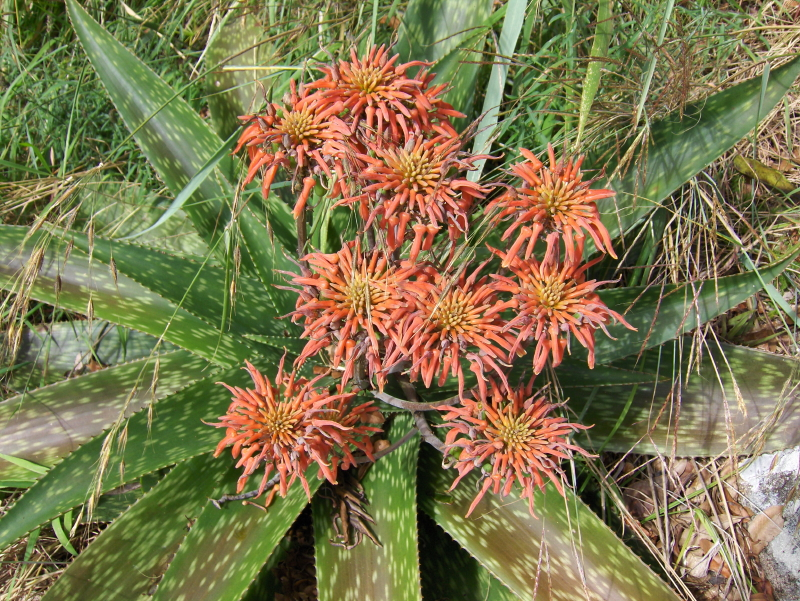
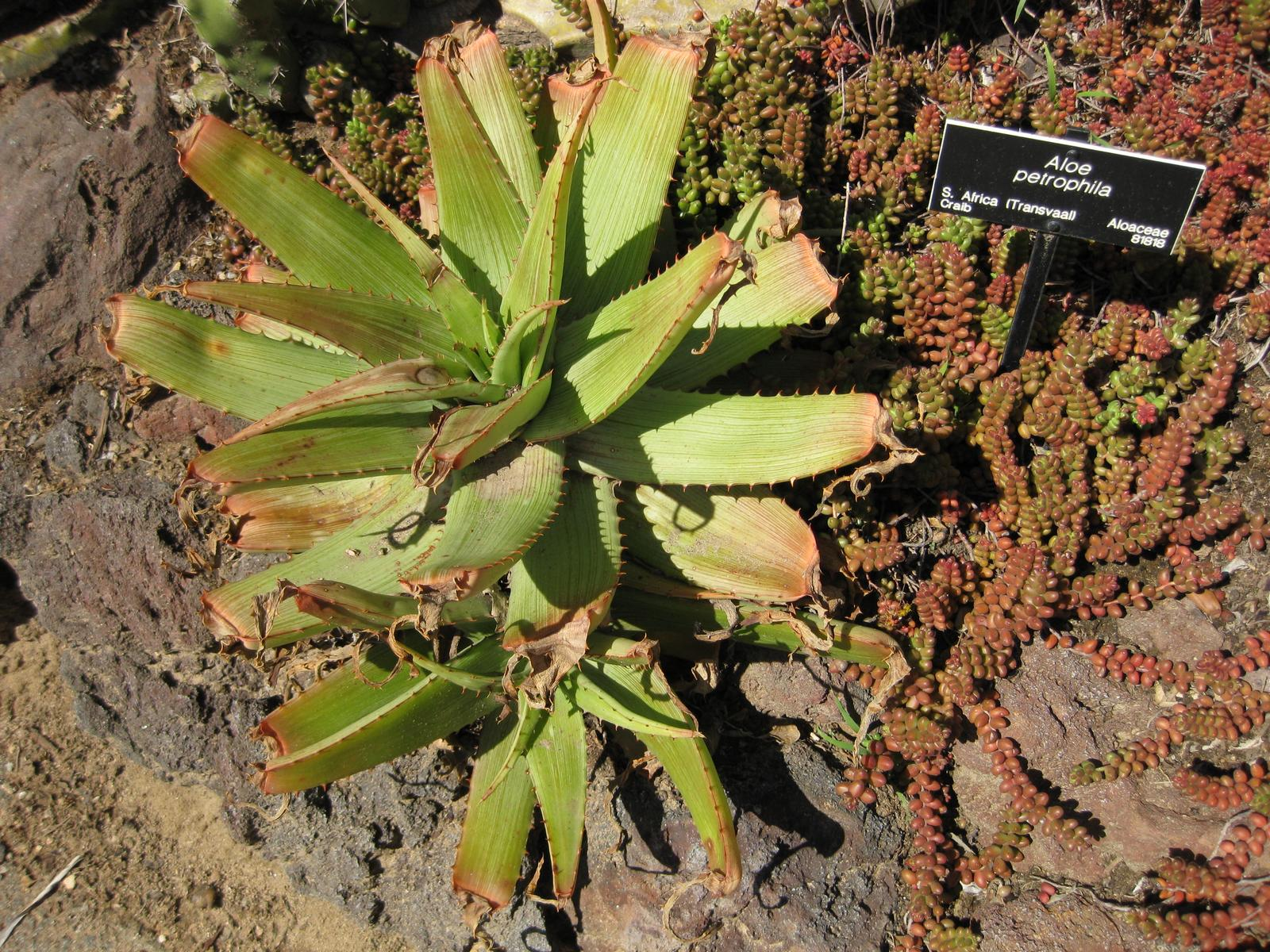